# ミル・クレープ

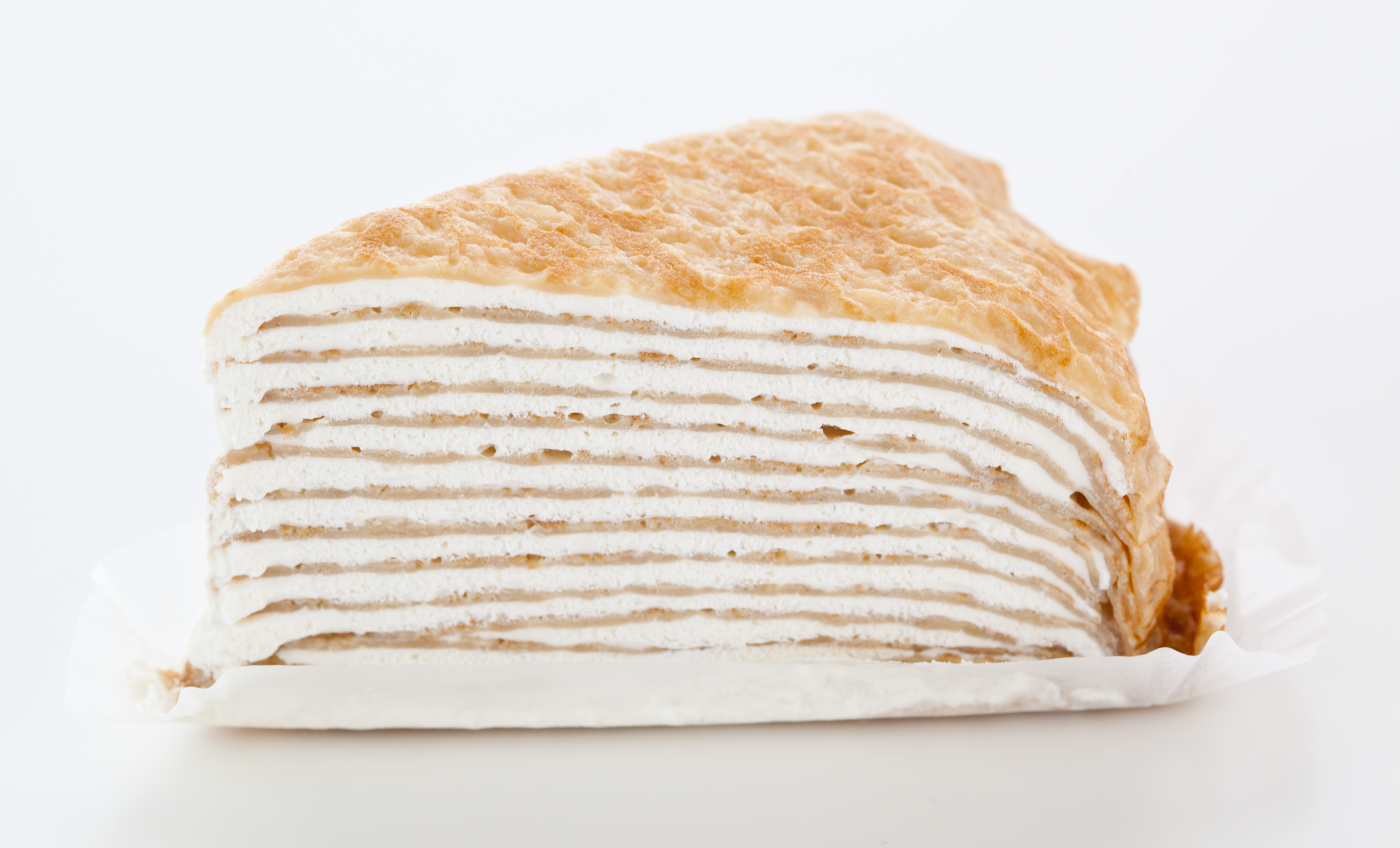
ミルクレープ

ミル・クレープ（フランス語: Mille crêpes）は、ケーキの一種。何枚ものクレープを、間にクリームや果物を挟んで重ねたもの。名前は「千枚のクレープ」という意味のフランス語である。実際には、20枚前後のクレープを使うことが多い。

## 発祥
西麻布のカフェ「ルエル・ドゥ・ドゥリエール」（2015年に閉店）と、南麻布のカフェ「ペーパームーン」（2013年に閉店）がそれぞれ元祖を主張していたが、これは、両店が同じ工場で作ったケーキを販売していたためである。
ミル・クレープが日本中に広まったきっかけは、ドトールコーヒーがルエル・ドゥ・ドゥリエールから許可を得て売り出したことだとされる。